# Pablo Cacheda
Pablo Cacheda González (* 9. Januar 1992 in Lalín, Galicien) ist ein spanischer Handballtrainer und ehemaliger Handballspieler auf der Position Rückraum.

## Vereinskarriere
Der 1,88 m große und 79 kg schwere mittlere Rückraumspieler debütierte in der spanischen Liga Asobal in der Saison 2011/12 bei SD Octavio, für den er in zwei Jahren 260 Tore erzielte. Nach seiner Premierensaison wurde Cacheda als bester Debütant (mejor debutante) in das All-Star-Team (siete ideal) der Liga gewählt. Zur Saison 2013/14 wechselte er zum Traditionsverein BM Valladolid, für den er aufgrund eines zu Saisonbeginn erlittenen Kreuzbandrisses nur sieben Partien (37 Tore) bestreiten konnte. Nach dem Abstieg Valladolids unterschrieb er beim Vizemeister von 2014 Naturhouse La Rioja. Bei einem Ligaspiel am 16. November 2016 verletzte er sich schwer am Knie und spielte danach nicht mehr. Er beendete seine Karriere zum Ende der Saison 2017/18.

## Auswahlmannschaften
Cacheda lief von 2009 bis 2011 in 43 Spielen für die Jugendnationalmannschaft auf und erzielte dabei 121 Tore. Er nahm mit dieser Auswahl an der U-18-Europameisterschaft 2010 (2. Platz) und der U-19-Weltmeisterschaft 2011 (2. Platz) teil.
Von 2012 bis 2013 bestritt er 32 Spiele mit der Juniorenauswahl Spaniens und warf darin insgesamt 93 Tore. Bei der U-20-Europameisterschaft 2012 gewann er mit den spanischen Junioren die Goldmedaille für den ersten Platz, bei der U-21-Weltmeisterschaft 2013 belegte er mit seinem Team den 2. Platz und wurde in das All-Star-Team gewählt.
In einigen Statistiken und Berichten wird für ihn ein Länderspiel mit der A-Auswahl aufgeführt; tatsächlich konnte Cacheda allerdings dem Ruf wegen seiner schweren Verletzung nicht folgen.

## Trainer
Pablo Cacheda ist seit 2019 als Handballtrainer aktiv.

## Privates
Cachedas Schwester Cecilia Cacheda spielt ebenfalls Handball.